# Olejek sosnowy

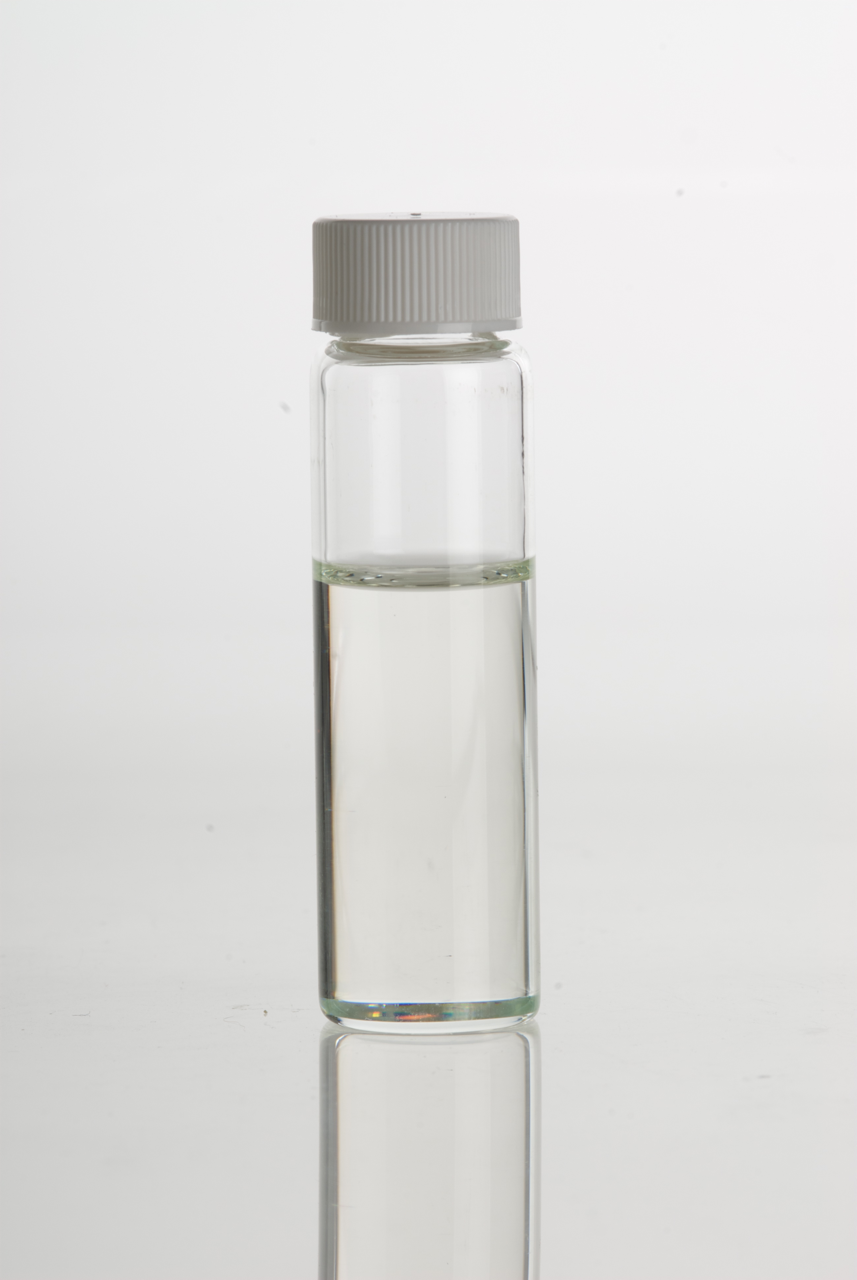
Olejek sosnowy

Olejek sosnowy (łac. Pini sylvestris aetheroleum) – olejek eteryczny uzyskiwany w procesie destylacji z parą wodną igieł, szczytowych gałązek i szyszek sosny zwyczajnej (Pinus sylvestris). Jest on bezbarwną i nierozpuszczalną w wodzie cieczą. Nie należy go mylić z olejkami pozyskiwanymi z innych gatunków z rodzaju Pinus np. olejkiem z orzeszków piniowych (Pini pineae aetheroleum) czy olejkiem kosodrzewinowym (Pini pumilionis aetheroleum).

## Skład chemiczny
W skład olejku sosnowego wchodzą głównie monoterpeny:
- α- i β- pinen
- limonen
- dipenten
- felandren
- borneol
- kamfora

Główny składnik olejku sosnowego- α- pinen

- octan bornylu – ester nadający olejkowi charakterystyczny zapach.

## Zastosowanie
W medycynie alternatywnej olejek sosnowy stosowany jest często w zabiegach aromaterapii, a także środek zapachowy do kąpieli oraz preparat oczyszczający.
Olejku sosnowego używa się do inhalacji w chorobach górnych dróg oddechowych. Wchodzi w skład maści i mazideł rozgrzewających. Jest również często stosowany jako naturalny środek dezynfekujący i odkażający, neutralizujący bakterie, wirusy i grzyby. Może być skuteczny m.in. w przypadku grzybów i bakterii Candida albicans, Enterobacter aerogenes, Escherichia coli, Klebsiella pneumoniae, Pseudomonas aeruginosa, Salmonella choleraesuis, Salmonella typhi, Salmonella typhosa, Serratia marcescens, Shigella sonnei, Staphylococcus aureus, Streptococcus faecalis, Streptococcus pyogenes i Trichophyton mentagrophytes.

## Dawkowanie[2]
- Masaż: 10 ml (łyżka stołowa) oleju np. rzepakowego wymieszać z 3-5 kroplami olejku sosnowego
- Kąpiel: 10-15 kropli olejku na 3/4 wanny ciepłej wody.

Olejek należy zakraplać pod bieżącym strumieniem wody, co pozwoli uniknąć ewentualnych podrażnień.
- Inhalacja: 5-10 kropli olejku wymieszać z 2 łyżeczkami wody.

## Przeciwwskazania
Olejek sosnowy cechuje się stosunkowo niską toksycznością i ograniczoną trwałością. Może powodować podrażnienia skóry i błon śluzowych, a także przyczyniać się do problemów z oddychaniem. Duże dawki olejku mogą powodować problemy z pracą ośrodkowego układu nerwowego, i wywoływać stany depresyjne.